# Beechcraft King Air
Beechcraft King Air je družina dvomotornih turbopropelerskih letal ameriškega proizvajalca Beechcraft. Družina obsega dve diviziji:  Modeli 90 in 100 so znani kot King Air, Modeli 200 in 300 pa kot Super King Air. Vzdevek "Super" je Beechcraft opustil leta 1996, vendar se še vedno uporablja v praksi. King air je razvit iz modela Queen Air.
King Air je bil prvo letalo v svojem razredu in je v proizvodnji že od leta 1964. Prodalo se je več King Airov kot vseh njegovih konkurentov skupaj. V zadnjem času so njegovi konkurenti Beechcraft Premier I in Cessna Citation Mustang in turbopropelerska letala kot Piaggio P180 Avanti.
Maja 1963 je Beechcraft testiral koncept Model 87 - predelan Queen Air z motorji Pratt & Whitney Canada PT6A-6. 14 julija je Beech oznanil nov tip kot "King Air" in začel z dobavami jeseni 1964.
Leta 1966 po 112 letalih serije 65-90 se je začela proizvodnja Model 65-A90 z motorji PT6A-20. Zgradili so 206 65-A90 modelov in potem začeli s proizvodnjo Model B90.

## Tehnične specifikacije (King Air C90GTi)
Specifikacije iz FAA Type Certificate in spletne strani Hawker Beechcraft:
Splošne karakteristike
- Posadka: 1-2
- Število sedežev: njaveč 7 potnikov
- Dolžina: 35 ft 6 in (10,82 m)
- Razpon kril: 50 ft 3 in (15,32 m)
- Višina: 14 ft 3 in (4,34 m)
- Površina kril: 294 ft² (27 m²)
- Teža praznega letala: 6 950 lb (3 150 kg)
- Maks. vzletna teža: 10 100 lb (4 580 kg)
- Pogon letala: 2 ×  turbopropa Pratt & Whitney Canada PT6A-135A, propelerji Hartzell HC-E4N-3N , 550 KM (410 kW)  vsak

 Zmogljivost 
- Maks. hitrost: 311 mph (270 vozlov, 500 km/h)
- Potovalna hitrost: 260 mph (226 kts, 416 km/h)
- Hitrost porušitve vzgona: 90 mph (78 vozlov, 145 km/h) s spuščenimi zakrilci
- Doseg: 1 530 milj (1 321 nm, 2 446 km)
- Višina leta: 30 000ft (9 144 m)
- Hitrost vzpenjanja: 2 000 ft/min (10,2 m/s)
- Obremenitev kril: 34,3 lb/ft² (170 kg/m²)
- Razmerje moč/teža: 0,099 KM/lb (179 W/kg)

## Tehnične specifikacije (King Air B100)
Specifikacije iz The International Directory of Civil Aircraft, 1997/98 Edition:
Splošne karakteristike
- Posadka: 1-2
- Število sedežev: največ 13 potnikov
- Dolžina: 39 ft 11 in (12,17 m)
- Razpon kril: 45 ft 11 in (14,0 m)
- Višina: 15 ft 5 in (4,7 m)
- Površina kril: 279,7 ft² (26,0 m²)
- Teža praznega letala: 7 092 lb (3 212 kg)
- Maks. vzletna teža: 11 800 lb (5 352 kg)
- Pogon letala: 2 ×  turboprop, štirikraki propeler Garrett TPE-331-6-251B ali -252, 840 KM, omejen na 715 KM (533 kW)  vsak

 Zmogljivost 
- Maks. hitrost: 307 mph (265 vozlov, 491 km/h IAS)
- Doseg: 1 525 mi (1 325 nm, 2 455 km)
- Višina leta: 24 850 ft (7 574 m)
- Hitrost vzpenjanja: 2 140 ft/min (10,87 m/s)
- Obremenitev kril: 42,2 lb/ft² (205,84 kg/m²)
- Razmerje moč/teža: 0,121 KM/lb (199,17 W/kg)